# IC 5214
IC 5214 је спирална галаксија у сазвјежђу Јужна риба која се налази на листи објеката дубоког неба у Индекс каталогу.
Деклинација објекта је - 27° 21' 20" а ректасцензија 22h 22m 43,4s. Привидна величина (магнитуда) објекта IC 5214 износи 14,5 а фотографска магнитуда 15,2. IC 5214 је још познат и под ознакама MCG -5-52-67, ESO 467-47, IRAS 22199-2736, PGC 68694.